# Lima Duarte (Minas Gerais)
Lima Duarte é um município brasileiro no interior do estado de Minas Gerais, Região Sudeste do país. Localiza-se na Zona da Mata Mineira e ocupa uma área de cerca de 850 km², sendo que 5 km² estão em perímetro urbano. Sua população foi estimada em 17 712 habitantes em 2024.
A sede tem uma temperatura média anual de 20,1°C e na vegetação do município predomina a mata atlântica. Com uma taxa de urbanização da ordem de 72%, o município contava, em 2009, com 22 estabelecimentos de saúde. O seu Índice de Desenvolvimento Humano (IDH) é de 0,739, considerando como elevado em relação ao estado.
Na área da cultura e lazer, destaca-se na realização de diversos eventos anuais, como o Carnaval de Lima Duarte, em fevereiro ou março, ou a Exposição Agropecuária, realizada em setembro ou outubro. Possui ainda alguns atrativos turísticos de valor cultural ou histórico, como a Igreja Nossa Senhora do Rosário ou o Calçamento de Paralelepípedos da Praça Juscelino Kubitschek. No município situa-se também o Parque Estadual do Ibitipoca, conhecido por suas montanhas, cachoeiras e trilhas para caminhada, além de vistas panorâmicas dos vários morros que compõem a paisagem do lugar.

## História

### Colonização e pioneirismo
Até meados do século XVII, a região do atual município de Lima Duarte não passava de uma área de mata virgem, quando por volta do ano de 1692, apareceram os primeiros bandeirantes. Este grupo era liderado por padre João Faria Filho, então vigário de Taubaté, além de ter sido um dos pioneiros dos descobrimentos de Ouro Preto.
Padre João foi quem encontrou ouro no leito do Rio do Peixe. Desse descobrimento, Bento Corrêa De Souza Coutinho deu a notícia ao Governador–Geral do Brasil na Bahia, Dom João de Lencastre, através de carta enviada a 29 de julho de 1694. A partir daí, iniciou-se o povoamento daquele lugar com a migração de colonizadores vindos dos estados de São Paulo e Rio de Janeiro, além de portugueses.
Mesmo assim, durante anos a região permaneceu isolada, já que os proprietários das terras tinham objetivo de contrabandear ouro. No entanto, por volta da década de 1700, através de denúncias, Dom Rodrigo José de Menezes, então governador e capitão-general de Minas Gerais, tomou conhecimento dessa situação e interditou todas as terras que lá situavam-se, redistribuindo-as aos mineradores, passando a cobrar impostos sobre o ouro extraído. Em 1740 foram construídas as primeiras povoações, às margem do Rio do Peixe.

### Evolução administrativa e origem etimológica
Dado o desenvolvimento populacional demográfico daquela área, em 1839 a povoação foi elevada a Distrito de Paz e em 27 de junho de 1859 foi criada freguesia ao povoado do Rio do Peixe, por lei provincial nº. 991. Por empenho pessoal de João de Deus Duque e Francisco Delgado Mota a freguesia foi elevada à vila pela lei provincial nº. 2.804, de 3 de outubro de 1881, por desmembramento da vila de Barbacena. A Vila foi elevada à cidade em 1884, pela lei provincial nº. 3.629, de 30 de outubro, já com o nome de Lima Duarte, em homenagem a José Rodrigues de Lima Duarte, visconde, Ministro da Marinha, Conselheiro de Estado, deputado provincial e geral e senador do Império, importante líder político do Partido Liberal na região.
Com o passar do tempo também houve várias alterações em sua divisão distrital. Quando emancipada, Lima Duarte era composta apenas pela Sede, criada em 29 de novembro de 1881. Em 14 de setembro de 1891, pela lei estadual nº 2, foram criados os primeiros distritos: Conceição de Ibitipoca, Santana do Garambéu e São Domingos da Bocaina. Pela lei estadual nº 843, de 7 de setembro de 1923, o município adquiriu os distritos de Pedro Teixeira e Santo Antônio da Olaria. Pela lei nº 1039, de 12 de dezembro de 1953, foi criado o distrito de São José dos Lopes. A lei estadual nº 2764, de 30 de dezembro de 1962, desmembrou os distritos de Santo Antônio do Olaria (que, em 1938, passou a chamar-se simplesmente Olaria), Pedro Teixeira e Santana do Garambéu, restando atualmente três, além da Sede.

### Após a emancipação
Com o crescimento populacional, houve a necessidade de investimentos na infraestrutura urbana municipal. Em 7 de agosto de 1832, foi criada a escola de primeiras letras para meninas, que foi a primeira instituição de ensino no município. A segunda escola foi criada em 3 de novembro de 1837. Para a emancipação, era necessário que fossem construídos prédios para que funcionassem, separadamente, a Câmara Municipal, a cadeia da cidade e a escola de 1ª letras. As concessões dos prédios foram expedidas em 1884. Em 1910 foi feito o projeto da construção da primeira estação ferroviária de Lima Duarte, vindo a ser fundada em março de 1926, sendo atendida pela Estrada de Ferro Central do Brasil (EFCB) até a década de 1960, quando o transporte rodoviário passou a ter mais relevância para as autoridades. Na área da cultura e do lazer, destaca-se a construção das igrejas, várias em estilo colonial, no decorrer dos séculos XIX e XX, e do Parque Estadual do Ibitipoca, ocorrida em julho de 1973. Também houve, com o passar do tempo, especialmente no final do século XX, o desenvolvimento do comércio.
O município vem se destacando em seu turismo. Muitos de seus prédios construídos nos séculos XIII e XIX viraram patrimônio histórico da cidade. Muitas de suas praças e igrejas também conservam o estilo barroco da época do desbravamento da região. Além disso, Lima Duarte também vem desenvolvendo seu turismo rural.

## Geografia
A área do município, segundo o Instituto Brasileiro de Geografia e Estatística, é de 848,564 km², sendo que 4,61 km² constituem a zona urbana. Situa-se a 21°50'34" de latitude sul e 43°47'34" de longitude oeste e está a uma distância de 295 quilômetros a sul da capital mineira. Seus municípios limítrofes são Santa Rita de Ibitipoca, Santana do Garambéu, Pedro Teixeira e Bias Fortes, a norte; Andrelândia e Bom Jardim de Minas, a oeste; Olaria, Rio Preto e Santa Bárbara do Monte Verde, a sul; e Juiz de Fora, a leste.

### Geomorfologia, geologia e hidrografia

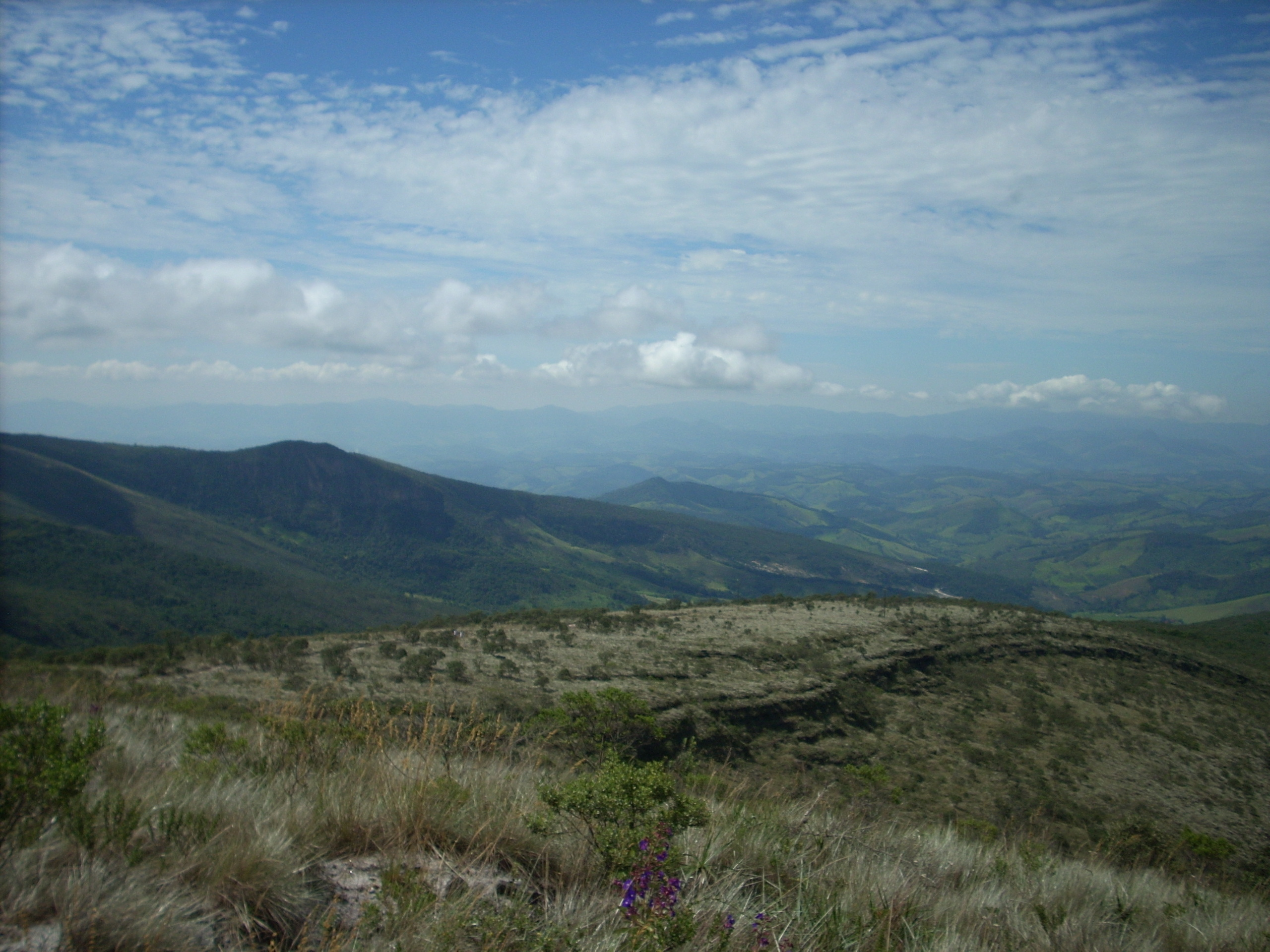
Área com predomínio de relevo montanhoso em Lima Duarte.

O relevo do município de Lima Duarte é predominantemente montanhoso. Aproximadamente 70 % do território limaduartino é coberto por áreas montanhosas, enquanto em cerca de 25 % há o predomínio de mares de morros, terrenos ondulados, e os 5 % restantes são lugares planos. A altitude máxima encontra-se no Morro da Lombada, que chega aos 1784 metros, enquanto que a altitude mínima está na foz do Ribeirão São Pedro, com 676 metros. Já o ponto central da cidade está a 860 m.
O território é banhado por vários pequenos rios e córregos, sendo os principais o Rio do Peixe, Rio do Salto e o Rio Grão-Mogol. O Rio do Peixe nasce na Serra da Mantiqueira, no município de Bom Jardim de Minas, atravessando a zona urbana da cidade de Lima Duarte, desaguando à direita do Rio Paraibuna. O Rio do Salto é conhecido pelas suas piscinas naturais, além de formar pequenas cachoeiras propícias ao banho e corredeiras. Já o Grão-Mogol nasce em Lima Duarte, nos limites do Parque Estadual do Ibitipoca, desaguando no Rio do Peixe.

### Clima

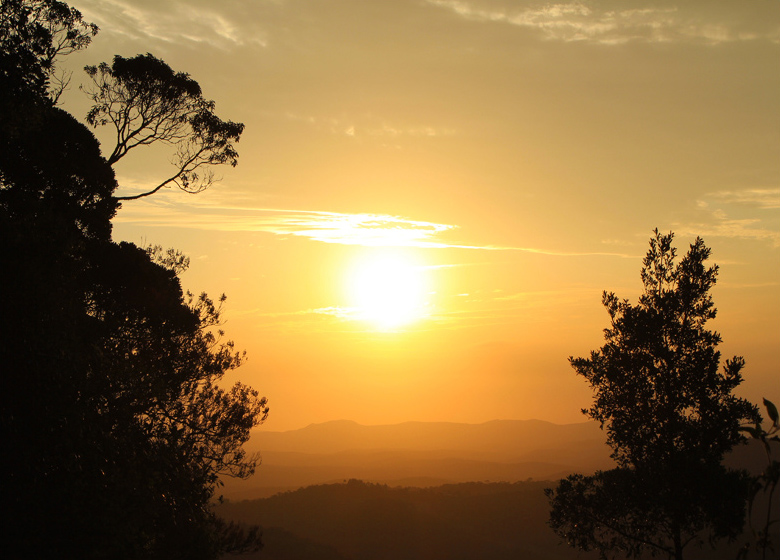
Entardecer no Parque Estadual do Ibitipoca.

O clima de Lima Duarte é caracterizado tropical de altitude (tipo Cwb segundo Köppen), com diminuição de chuvas no inverno e temperatura média anual de 20,1 °C, tendo invernos secos e frios, com ocorrência de geadas em algumas áreas, e verões chuvosos com temperaturas moderadamente altas. Os meses mais quentes, janeiro e fevereiro, têm temperatura média de 22,75 °C. E o mês mais frio, junho, tem média de 10,5 °C. outono e primavera são estações de transição.
A precipitação média anual é de 1 455,9 mm, sendo julho o mês mais seco, quando ocorrem apenas 12,8 mm. Em dezembro, o mês mais chuvoso, a média fica em 277,7 mm. Nos últimos anos, entretanto, os dias quentes e secos durante o inverno têm sido cada vez mais frequentes, não raro ultrapassando a marca dos 28 °C, especialmente entre os meses de agosto e setembro. Durante a época das secas e em longos veranicos em pleno período chuvoso, também são comuns registros de fumaça de queimadas em morros e matagais, principalmente na zona rural da cidade. Em julho de 2001, a precipitação de chuva não passou dos 0 mm.
Entre dezembro de 1941 e agosto de 2001, o maior acumulado de chuva em menos de 24 horas foi de 155 mm, registrado em 16 de fevereiro de 1986. Outros grandes acumulados registrados no município foram de 145 mm em 25 de janeiro de 1947, 134 mm em 16 de janeiro de 1978 e 129 mm nos dias 6 de janeiro de 1966 e 9 de dezembro de 1999.
| Dados climatológicos para Lima Duarte | Dados climatológicos para Lima Duarte | Dados climatológicos para Lima Duarte | Dados climatológicos para Lima Duarte | Dados climatológicos para Lima Duarte | Dados climatológicos para Lima Duarte | Dados climatológicos para Lima Duarte | Dados climatológicos para Lima Duarte | Dados climatológicos para Lima Duarte | Dados climatológicos para Lima Duarte | Dados climatológicos para Lima Duarte | Dados climatológicos para Lima Duarte | Dados climatológicos para Lima Duarte | Dados climatológicos para Lima Duarte |
| Mês                                   | Jan                                   | Fev                                   | Mar                                   | Abr                                   | Mai                                   | Jun                                   | Jul                                   | Ago                                   | Set                                   | Out                                   | Nov                                   | Dez                                   | Ano                                   |
| ------------------------------------- | ------------------------------------- | ------------------------------------- | ------------------------------------- | ------------------------------------- | ------------------------------------- | ------------------------------------- | ------------------------------------- | ------------------------------------- | ------------------------------------- | ------------------------------------- | ------------------------------------- | ------------------------------------- | ------------------------------------- |
| Temperatura máxima média (°C)         | 27,8                                  | 27,7                                  | 27,7                                  | 26,2                                  | 24,5                                  | 23,4                                  | 23                                    | 24,7                                  | 25                                    | 25,8                                  | 25,8                                  | 26,9                                  | 25,7                                  |
| Temperatura mínima média (°C)         | 17,7                                  | 17,8                                  | 17,5                                  | 15,8                                  | 13,3                                  | 10,5                                  | 10,7                                  | 11,8                                  | 12,8                                  | 15,2                                  | 16,3                                  | 16,9                                  | 14,6                                  |
| Precipitação (mm)                     | 258                                   | 217,4                                 | 194,7                                 | 76,1                                  | 32,1                                  | 20,4                                  | 12,8                                  | 15,4                                  | 54,5                                  | 124,4                                 | 172,4                                 | 277,7                                 | 1 455,9                               |
| Fonte: Somar Meteorologia             |                                       |                                       |                                       |                                       |                                       |                                       |                                       |                                       |                                       |                                       |                                       |                                       |                                       |

### Ecologia e meio ambiente
A vegetação nativa do município pertence ao domínio florestal Atlântico (Mata Atlântica). Dentre as áreas verdes de Lima Duarte destaca-se o Parque Estadual do Ibitipoca, que é conhecido pelas suas trilhas pela mata. Lá predominam campos rupestres com afloramentos quartzíticos, que estão associados a outros tipos de vegetação. Os campos rupestres são um dos principais centros de biodiversidade e endemismos do Brasil, sendo agrupamentos de vegetação que refletem condições ecológicas diferentes das de vegetação regionalo. Há grande predominância das matas ciliares, que constituem adensamentos arbustivos que acompanham a distribuição dos solos mais espessos. Os campos arbustivos são encontrados nas áreas mais altas.

## Demografia
Em 2022, a população foi estimada em 17 712 habitantes pelo censo daquele ano, realizado pelo Instituto Brasileiro de Geografia e Estatística (IBGE). Em 2010, a população era de 16 166 habitantes. Segundo o censo de 2010, 8 150 habitantes eram homens e 8 016 habitantes mulheres. Ainda segundo o mesmo censo, 12 372 habitantes viviam na zona urbana e 3 974 na zona rural. A população limaduartina era composta por 8 874 brancos (54,95%); 1 837 pretos (11,38%); 5 371 pardos (33,26%); 45 amarelos (0,28%); e 22 indígenas (0,14%).
O Índice de Desenvolvimento Humano Municipal (IDH-M) de Lima Duarte é considerado alto pelo Programa das Nações Unidas para o Desenvolvimento (PNUD), sendo que seu valor é de 0,710 (o 1595º maior do Brasil). A cidade possui a maioria dos indicadores próximos à média nacional segundo o PNUD. Considerando-se apenas o índice de educação o valor é de 0,590, o valor do índice de longevidade é de 0,861 e o de renda é de 0,705.

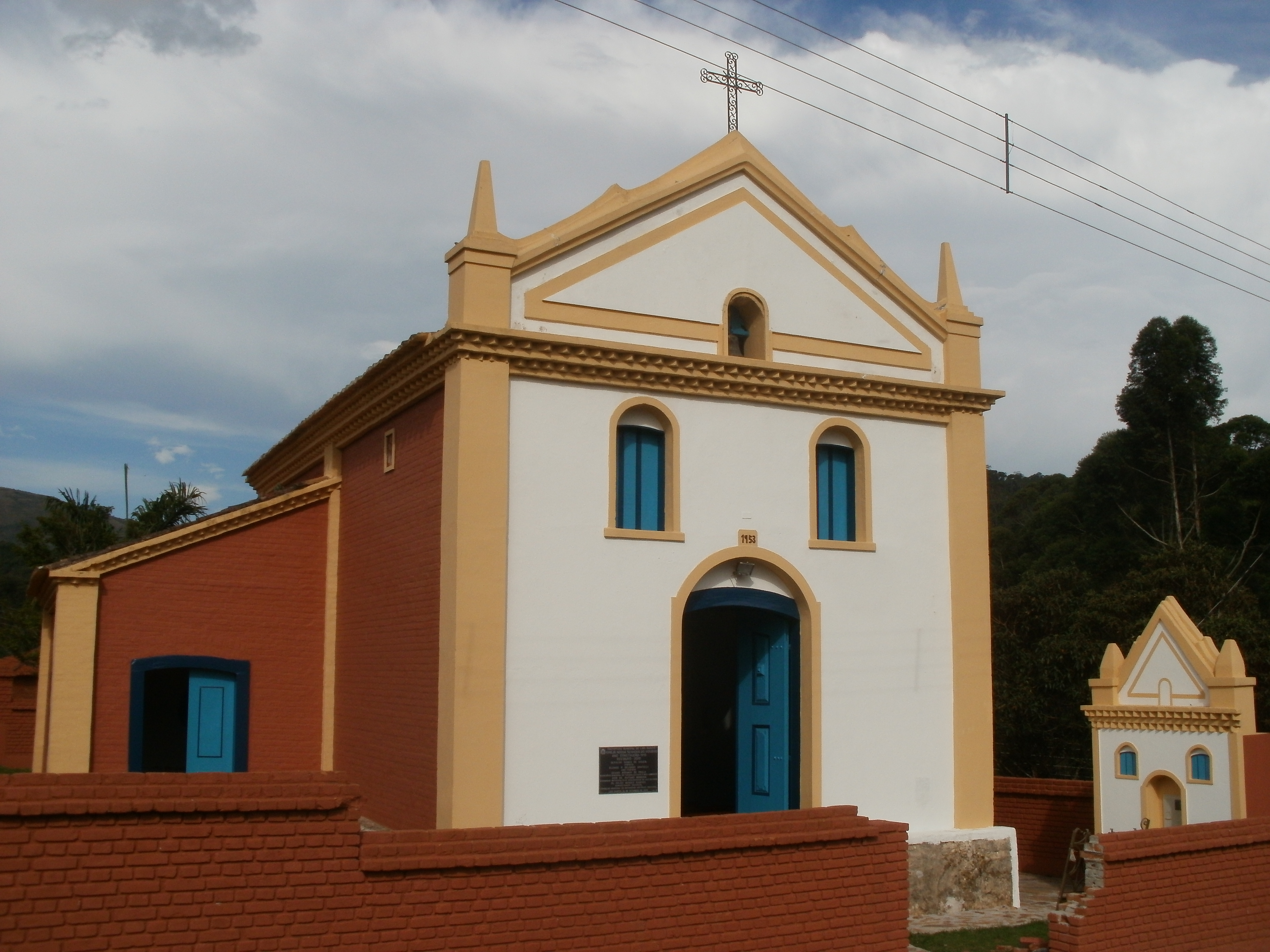
Igreja Nossa Senhora do Rosário, templo Católico, no distrito Conceição do Ibitipoca.

O coeficiente de Gini, que mede a desigualdade social, é de 0,44, sendo que 1,00 é o pior número e 0,00 é o melhor. No ano de 2003, a incidência da pobreza, medida pelo IBGE, era de 35,40%, o limite inferior da incidência de pobreza era de 27,02%, o superior é de 43,79% e a incidência da pobreza subjetiva era de 33,36%.

### Religião
Tal como a variedade cultural em Lima Duarte, são diversas as manifestações religiosas presentes na cidade. Embora tenha se desenvolvido sobre uma matriz social eminentemente católica, é possível encontrar atualmente na cidade dezenas de denominações protestantes diferentes.
O município de Lima Duarte está localizado no país mais católico do mundo em números absolutos. A Igreja Católica teve seu estatuto jurídico reconhecido pelo governo federal em outubro de 2009, ainda que o Brasil seja atualmente um estado oficialmente laico. A cidade possui os mais diversos credos protestantes ou reformados, como a Assembleia de Deus, a Igreja Cristã Maranata, a Igreja Presbiteriana, as igrejas batistas, a Igreja Adventista do Sétimo Dia e a Igreja Universal do Reino de Deus, entre outras. De acordo com dados do censo de 2000 realizado pelo IBGE, a população de Lima Duarte está composta por: Católicos (92,67 %), evangélicos (4,98 %), pessoas sem religião (1,33 %) e 1,02 % estão divididos entre outras religiões.

## Política e administração
De acordo com a Constituição de 1988, Lima Duarte está localizada em uma república federativa presidencialista. Foi inspirada no modelo estadunidense, no entanto, o sistema legal brasileiro segue a tradição romano-germânica do Direito positivo. A administração municipal se dá pelo poder executivo e pelo poder legislativo. Antes de 1930 os municípios eram dirigidos pelos presidentes das câmaras municipais, também chamados de agentes executivos ou intendentes. Somente após a Revolução de 1930 é que foram separados os poderes municipais em executivo e legislativo. Em 2012, quem venceu as eleições municipais em Lima Duarte foi Arzenclever Geraldino Silva, do Partido Socialista Brasileiro (PSB), sendo eleito com 45,67% dos votos válidos. Por ter menos de 200 mil eleitores, o município não teve segundo turno.
O Poder legislativo é constituído pela câmara, composta por onze vereadores eleitos para mandatos de quatro anos (em observância ao disposto no artigo 29 da Constituição) e está composta da seguinte forma: três cadeiras do Partido da Mobilização Nacional (PMN);  três do Partido dos Trabalhadores (PT); duas cadeiras do Partido Socialista Brasileiro (PSB); duas do Partido Progressista (PP); uma cadeira do Partido da Social Democracia Brasileira (PSDB);. Cabe à casa elaborar e votar leis fundamentais à administração e ao Executivo, especialmente o orçamento participativo (Lei de Diretrizes Orçamentárias).
O município de Lima Duarte se rege por lei orgânica, que foi instituída em 18 de março de 1990. A cidade também é sede de uma comarca, que foi criada em 27 de julho de 1889 sob a Lei 3.702, assinada pelo Presidente da Província João Batista dos Santos (Barão de Ibituruna), sendo instalada a 13 de dezembro de 1890 e tendo como o primeiro juiz o Dr. Francisco Xavier Rodrigues Campelo. O município possuía em 2008 13 065 eleitores.

## Subdivisões
Administrativamente, o município é subdividido em cinco distritos, além da sede, sendo eles Conceição do Ibitipoca, Manejo, Orvalho, São Domingos da Bocaina e São José dos Lopes. O distrito-sede era o mais populoso, reunindo 15 015 habitantes no ano de 2022, segundo o IBGE, seguido por Conceição do Ibitipoca, com 1 195 residentes. Também há algumas vilas e povoados rurais, por exemplo: Capitães, Capoeira Grande, Capoeirão, Manejo, Mogol, Monte Verde, Orvalho, Palmital, Rancharia, Rosa Gomes, Souza e Várzea do Brumado.

## Economia
O Produto Interno Bruto - PIB - de Lima Duarte é um dos maiores de sua microrregião, destacando-se na área de prestação de serviços. De acordo com dados do IBGE, relativos a 2008, o PIB do município era de R$ 113 602,156 mil. 6 220 mil são de impostos sobre produtos líquidos de subsídios a preços correntes. O PIB per capita é de R$ 6 912,63
Em 2009 havia 3 981 trabalhadores, sendo 2 330 pessoal ocupado total e 1 651 ocupado assalariado. Salários juntamente com outras remunerações somavam 16 897 reais e o salário médio mensal de todo município era de 1,7 salários mínimos. Havia 570 unidades locais e 551 empresas atuantes.
Setor primário
| Produção de cana-de-açúcar, milho e feijão | Produção de cana-de-açúcar, milho e feijão | Produção de cana-de-açúcar, milho e feijão |
| ------------------------------------------ | ------------------------------------------ | ------------------------------------------ |
| Produto                                    | Área colhida (hectares)                    | Produção (tonelada)                        |
| Cana-de-açúcar                             | 80                                         | 4 000                                      |
| Milho                                      | 1 000                                      | 4 000                                      |
| Feijão                                     | 278                                        | 186                                        |

A agricultura é o segundo mais relevante da economia de Lima Duarte. De todo o PIB da cidade 28 855 mil reais é o valor adicionado bruto da agropecuária. Segundo o IBGE, em 2009 o município possuía um rebanho de 24 742 bovinos, 650 equinos, 12 bubalinos, 20 asininos, 200 muares, 800 suínos, 200 caprinos, 150 ovinos e 6 900 aves, entre estas 2 600 galinhas, 3 500 galos, frangos e pintinhos e 800 codornas. Em 2009 a cidade produziu 15 mil litros de leite de 9 mil vacas, 45 mil dúzias de ovos de galinha e 10 mil dúzias de ovos de codorna, 200 quilos de lã de 60 ovinos tosquiados e 3 mil quilos de mel de abelha. Na lavoura temporária são produzidos principalmente a cana-de-açúcar (4 mil toneladas), o milho (4 mil toneladas) e o feijão (186 toneladas).
Setores secundário e terciário

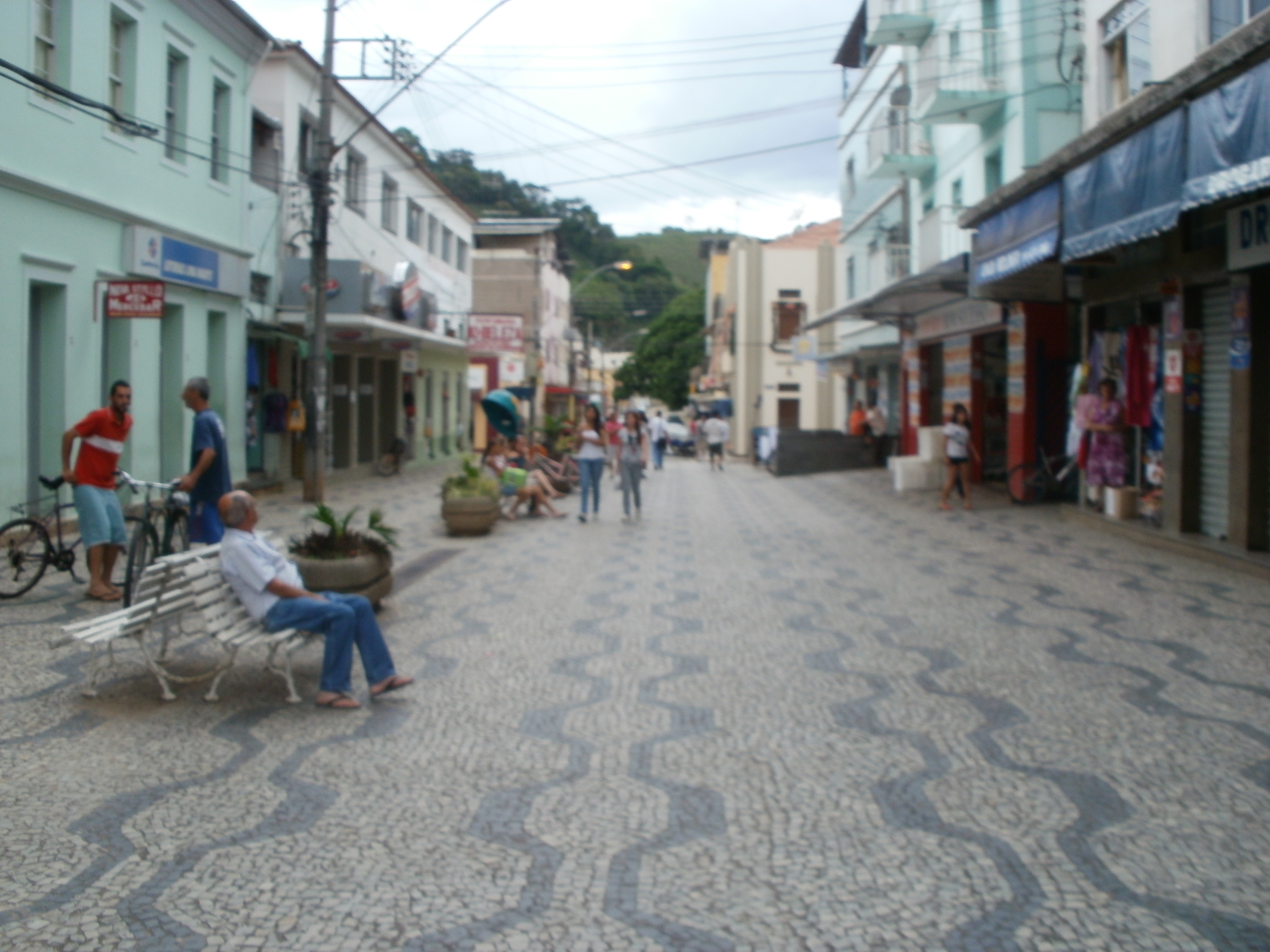
Lojas no centro da cidade.

A indústria, atualmente, é o setor menos relevante para a economia do município. 16 850 reais do PIB municipal são do valor adicionado bruto da indústria (setor secundário). A produção industrial ainda é muito incipiente na cidade, mesmo que comece a dar sinais de aprimoramento, sendo resumida principalmente à produção de laticínios. No ano de 2000, as principais empresas industriais classificadas segundo o número de empregados eram a Laticínios Sabor da Serra LTDA, Companhia Serra Negra LTDA, Laticínios MB LTDA (ambas no ramo de fabricação de produtos alimentícios e bebidas) e Baumgratz Indústria e Comércio LTDA (fabricação de produtos de minerais não metálicos). Neste mesmo ano, 1 110 pessoas estavam ocupadas no setor industrial.
O movimento comercial limaduartino tem se expandido bastante desde o início da década de 1990. Era um sinal visível do crescimento econômico, da modernização e, consequentemente, do progresso da cidade, apesar da lentidão com que se desenvolveu antes da década de 1990. O comércio limaduartino atrai ainda consumidores de cidades vizinhas para compras de produtos de primeira necessidade, sendo comercializados também móveis e eletrodomésticos. Em 2000, 2 239 pessoas estavam ocupadas no setor comercial e 708 dedicavam-se à prestação de serviços.

## Estrutura urbana

### Habitação, infraestrutura básica e criminalidade

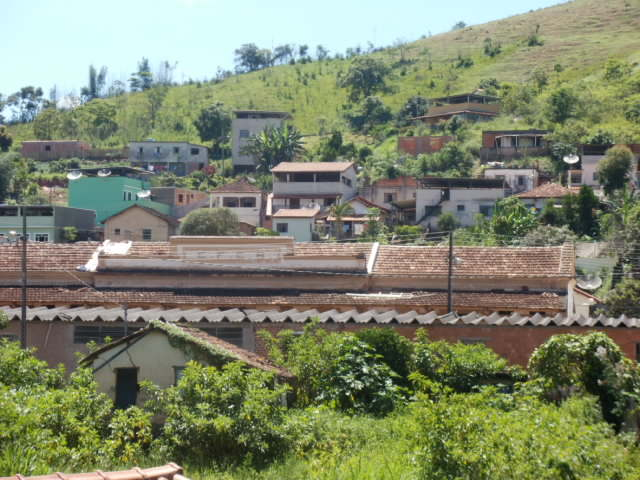
Casas de padrão regular no bairro Santa Terezinha

No ano de 2000 a cidade tinha 4 409 domicílios entre apartamentos, casas, e cômodos. Desse total, 3 125 eram imóveis próprios, sendo 3 100 próprios já quitados (70,31%), 25 em aquisição (0,57%) e 741 alugados (16,81%); 500 imóveis foram cedidos, sendo 221 por empregador (5,01%) e 279 cedidos de outra maneira (6,33%). 43 foram ocupados de outra forma (0,98%). Parte dessas residências conta com água tratada, energia elétrica, esgoto, limpeza urbana, telefonia fixa e telefonia celular. Em 2000, 76,71% dos domicílios eram atendidos pela rede geral de abastecimento de água; 52,26% das moradias possuíam coleta de lixo; e 66,35% das residências tinham acesso à rede geral de esgoto ou pluvial.
Em 2008, a taxa de homicídios no município foi de 2,0 para cada 100 mil habitantes, ficando no 322° lugar a nível estadual e no 2732° lugar a nível nacional. O índice de suicídios naquele ano para cada 100 mil habitantes foi de 8,1, sendo o 83° a nível estadual e o 577° a nível nacional. Já em relação à taxa de óbitos por acidentes de transito, o índice foi de 18,3 para cada 100 mil habitantes, ficando no 138° lugar a nível estadual e no 1237° lugar a nível nacional. Por força da Constituição Federal do Brasil, o município possui uma Guarda Municipal, que tem função de proteger os bens, serviços e instalações públicas.

### Saúde e educação

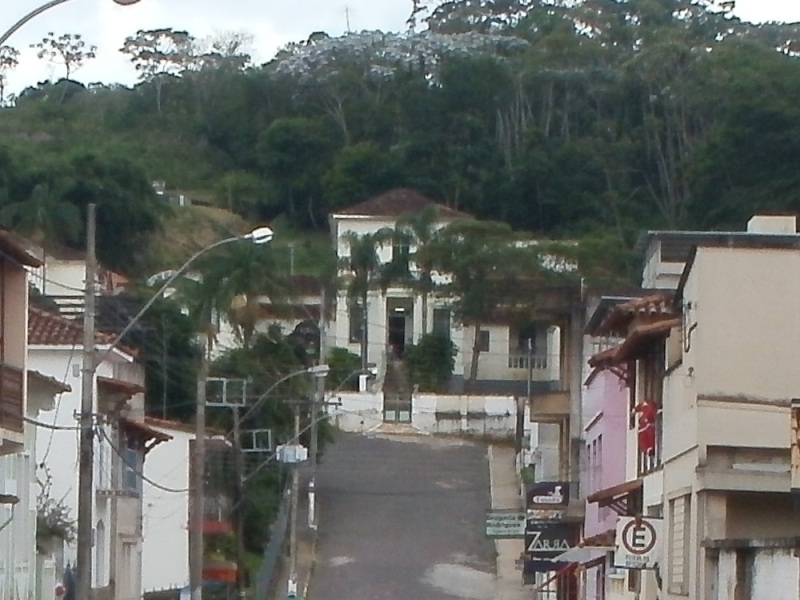
Vista para o prédio da Santa Casa de Misericórdia, ao final da rua Tancredo Alves.

O município possuía, no ano de 2009, 22 estabelecimentos de saúde, sendo 17 públicos (ambos municipais) e cinco privados. Neles havia 50 leitos. A cidade possui ainda serviço ambulatorial com atendimento médico em especialidades básicas, atendimento odontológico com dentista e presta serviço ao Sistema Único de Saúde (SUS). Existem também Unidades Básicas de Saúde, Postos de Saúde e Unidades de Serviço de Apoio de Diagnose e Terapia. Lima Duarte contava, em dezembro de 2009, com 163 profissionais da área da saúde. No ano de 2008, foram registrados 169 nascidos vivos, sendo que 7,1% nasceram prematuros, 45,2% foram de partos cesáreos e 19,5% foram de mães entre 10 e 19 anos. A Taxa Bruta de Natalidade é de 10,3.
Na área da educação, o município, em 2008, contava com aproximadamente 3 465 matrículas, 291 docentes e 17 escolas nas redes públicas e particulares. Segundo dados do Instituto Nacional de Estudos e Pesquisas Educacionais Anísio Teixeira (INEP) e do Ministério da Educação (MEC), o índice de analfabetismo no ano de 2000 em pessoas de 18 a 24 anos de idade era de 1,5%. A taxa bruta de frequência à escola naquele ano era de 72,980%, sendo que no país esse índice era de 81,89%. 793 habitantes possuíam menos de 1 ano de estudo ou não contava com instrução alguma. Em 2010, 14 alunos frequentavam o sistema de educação especial, 93 crianças estudavam em creches e 91 estudantes do ensino fundamental tinham aulas em tempo integral.
| Ensino pré-escolar | 378   | 28  | 11 |
| Ensino fundamental | 2 432 | 192 | 4  |
| Ensino médio       | 655   | 71  | 2  |

### Serviços
A distribuição de energia no município é fornecida pela Companhia Energética de Minas Gerais (CEMIG). Já o serviço de abastecimento de água de toda a cidade é feito pelo Departamento Municipal de Água e Esgoto (DEMAE), criado em 1992, por meio da Lei Municipal 893, sendo que essa também é a empresa encarregada da coleta de esgoto.
Ainda há serviços de internet discada e banda larga (ADSL) sendo oferecidos por diversos provedores de acesso gratuitos e pagos. O serviço telefônico móvel, por telefone celular, é oferecido por diversas operadoras. O código de área (DDD) de Lima Duarte é 032 e o Código de Endereçamento Postal (CEP) da cidade é 36140-000. No dia 3 de novembro de 2008 o município passou a ser servido pela portabilidade, juntamente com outros municípios com o mesmo DDD. A portabilidade é um serviço que possibilita a troca da operadora sem a necessidade de se trocar o número do aparelho.

### Transportes

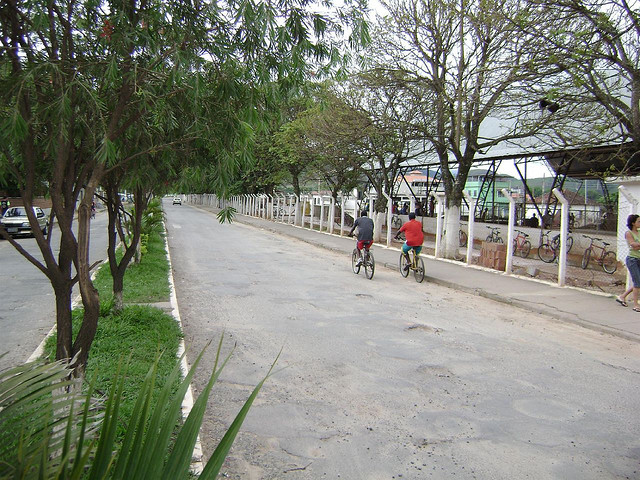
Avenida duplicada na cidade.

Por ser uma cidade pequena, com poucas ruas e poucos habitantes, não há um grande tráfego de veículos no município de Lima Duarte. A frota municipal no ano de 2009 era de 2 491 veículos, sendo 1 856 automóveis, 153 caminhões, 226 caminhonetes, 26 micro-ônibus, 633 motocicletas, nove motonetas, 37 ônibus e quatro tratores de rodas. O transporte coletivo é feito pela Viação Vimara, ligando o Centro a vários bairros urbanos e rurais e aos distritos, além de manter a linha Lima Duarte-Juiz de Fora. Lima Duarte possui um terminal rodoviário, que a liga, principalmente, a várias cidades do sul e sudeste mineiro. A cidade é atendida pela BR-267 – que inicia-se no município de Leopoldina, no entroncamento com a BR-116, e prossegue até a fronteira do Brasil com o Paraguai em Porto Murtinho, Mato Grosso do Sul – e pela BR-040 – que começa em Brasília e termina na cidade do Rio de Janeiro.
Por não possuir rios em abundância, o município não possui muita tradição no transporte hidroviário. A cidade já foi atendida pela Estrada de Ferro Central do Brasil (EFCB), por meio de um ramal ferroviário. A principal estação da cidade foi inaugurada em 1º de março de 1926, mas, com o fechamento do ramal da EFCB, desde 1968 não há transporte ferroviário de passageiros. O ramal foi extinto em 1974, após ser desativado alguns anos antes e atualmente converteu-se em uma estrada vicinal utilizada por ciclistas. Atualmente há alguns aeroportos que operam próximos à cidade, como o Aeroporto Francisco Álvares de Assis (IATA: JDF, ICAO: SBJF), em Juiz de Fora, situado a cerca de 70 km do Centro do município.

## Cultura e lazer

### Eventos e gastronomia
Para estimular o desenvolvimento socioeconômico local, a prefeitura de Lima Duarte, juntamente ou não com instituições locais, passou a investir mais no segmento de festas e eventos. Anualmente destaca-se a realização do Glamour Girl, concurso de beleza, em fevereiro; do Baile do Hawai, também em fevereiro; do Carnaval de Lima Duarte, em fevereiro ou março; das celebrações da Semana Santa, em março ou abril; do IbitiReggae, em abril; da Festa do Clube do Cavalo, em junho; das apresentações de quadrilha, em junho ou julho; do Festival Gastronômico Deguste dos Sabores, em julho; do Encontro de Cavaleiros de Lima Duarte, em agosto; da Exposição Agropecuária, em setembro ou outubro; das comemorações do aniversário da cidade, entre o final de setembro e começo de outubro; da Festa da Primavera, em outubro; da Gincana Cultural de Lima Duarte, em novembro; e das celebrações de Natal, em dezembro.
Na área da gastronomia, destaca-se, em Lima Duarte, a preparação de pratos típicos da culinária mineira, como o feijão tropeiro. É comum a preparação de pratos que tenham como ingredientes as carnes de porco e de galinha, o quiabo, a couve, o fubá. As tradições culinárias da região remontam à época da escravidão no brasil, do ciclo do ouro e das pedras preciosas.

### Atrativos

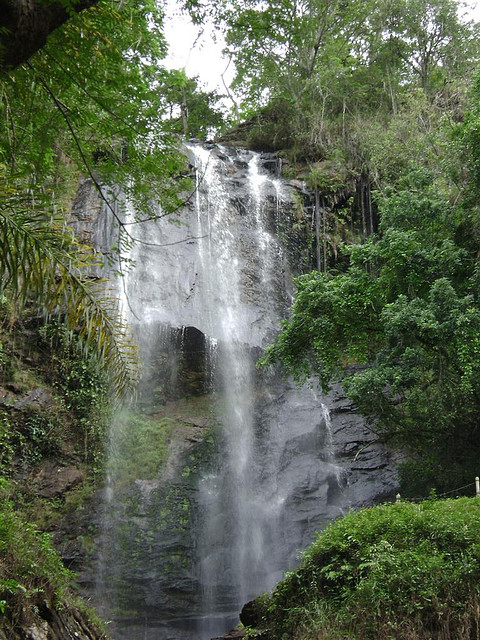
Cachoeira no Parque Estadual do Ibitipoca.

A cidade conta com vários atrativos de valor histórico e cultural, como o Calçamento de Paralelepípedos da Praça Juscelino Kubitschek, cujas pedras utilizadas foram colocadas em meados de 1960; a Igreja Nossa Senhora do Rosário, projetada pelo arquiteto alemão Carlos Baumgratz, sendo inaugurada oficialmente em abril de 1988; a Capela de São Domingos de Gusmão da Bocaina, construída em estilo Barroco no começo do século XX; a Igreja de São Sebastião da Rancharia, construída em estilo colonial; a Igreja Matriz de Conceição de Ibitipoca, cujas obras, feitas no século XVII, foram executadas por um grupo de ricos fazendeiros e mineradores da região; a Igreja de Nossa Senhora dos Remédios de Mogol, erguida juntamente ao povoado de Mogol, durante o século XVIII; a Igreja de São Sebastião do Monte Verde, cuja construção é datada de 12 de abril de 1880; e a Igreja Nossa Senhora do Rosário de São Domingos da Bocaina, reerguida no início do século XX, no arraial de São Domingos, após ser demolida na Fazenda Cedro e transportada para o sítio em que se encontra.
Dentre os atrativos naturais, destaca-se o Circuito Serras do Ibitipoca, localizado no Parque Estadual do Ibitipoca. Lá se encontram diversas montanhas, cachoeiras e trilhas para caminhada, além de vistas panorâmicas dos vários morros que compõem a paisagem do lugar. É também o detentor de grande parte da biodiversidade local.

### Esporte
Nas montanhas da Ibitipoca destaca-se a prática de esportes radicais, como escaladas, mountain bike, rapel, trekking e saltos de paraquedas, além dos esportes 4x4. O Canyon das Andorinhas é a uma das porções de "garganta" do Rio do Salto, que nasce dentro do Parque Estadual da Ibitipoca, apresentando paredes com 50 metros de altura, lagos, corredeiras e cachoeiras em sua vegetação.

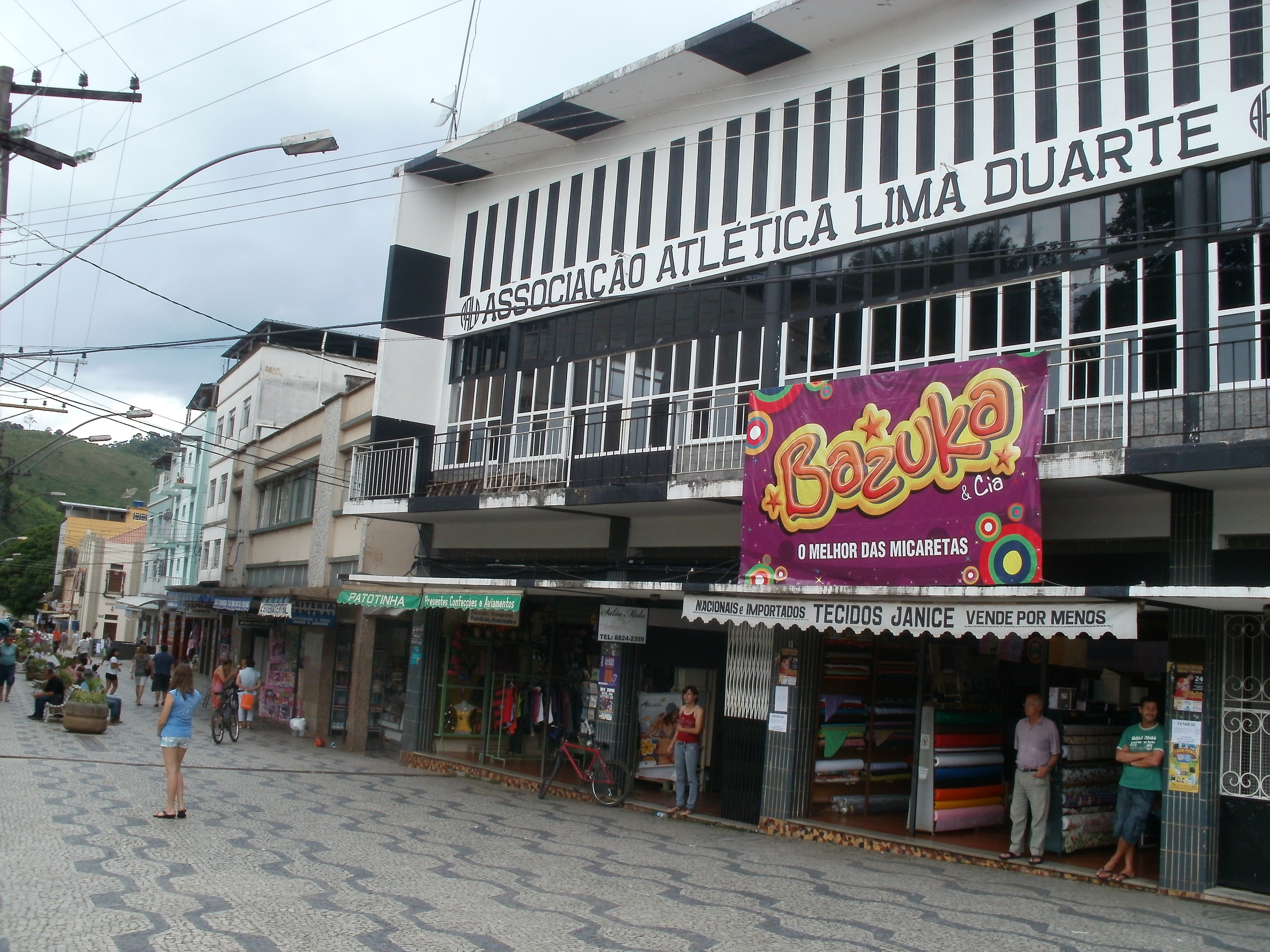
Sede da Associação Atlética de Lima Duarte (AADL), à direita.

Um dos principais espaços esportivos do município é o Centro Esportivo Lincon Moreira Duque, onde o governo municipal oferece às crianças escolhinhas de voleibol e futebol de salão. Além das turmas das escolinhas, a Praça de Esportes, como o Centro é normalmente chamado, pode ser usado livremente pela população em geral, desfrutando também de quadras de peteca, piscinas e outras opções de lazer, como jogos de dama, dominó e xadrez.
O futebol da cidade ainda é considerado amador, em comparação a muitas cidades brasileiras. A Prefeitura Municipal de Lima Duarte, juntamente com o Departamento Municipal de Esportes, realiza anualmente o Campeonato Municipal de Futebol, dando oportunidade aos times e jogadores do município de mostrarem seu trabalho e suas técnicas. Este é um dos principais eventos desportivos do município, um dos mais populares. São alguns dos principais times da cidade, tendo destaque municipal ou regionalmente, o Santa Terezinha, o Vila Nova, o Cruzeiro, o Minas Esporte Clube (MEC), o Social Futebol Clube e a Associação Atlética de Lima Duarte (AADL).

### Feriados
Em Lima Duarte há quatro feriados municipais e oito feriados nacionais, além dos pontos facultativos. Os feriados municipais são: o Corpus Christi, que sempre é realizado na quinta-feira seguinte ao domingo da Santíssima Trindade; e o dia de Nossa Senhora da Piedade, em 15 de setembro. De acordo com a lei federal n.º 9.093, aprovada em 12 de setembro de 1995, os municípios podem ter no máximo quatro feriados municipais, já incluída a Sexta-Feira Santa.